# Lac Stanley
Le lac Stanley (anglais : Stanley Reservoir) est un lac du sud de l'Inde, dans le Tamil Nadu. C'est un lac de retenue formé par le barrage de Mettur. Il fait partie du bassin de la Cauvery. Il a une capacité de 
10T m3.